# Thần tốc
Thần tốc (tựa tiếng Anh: Faster) là một bộ phim hành động - tâm lý Mỹ của đạo diễn George Tillman Jr. thực hiện, được công chiếu vào năm 2010. Phim có sự tham gia của Dwayne Johnson, Billy Bob Thornton và Oliver Jackson-Cohen.
Câu khẩu hiệu của bộ phim là Slow justice is no justice (dịch tiếng Việt: Công lý chậm là không có công lý).

## Nội dung
Sau khi ở tù mười năm, người đàn ông biệt danh Driver được trả tự do, vừa ra tù thì anh liền lấy xe chạy đến một công ty rồi dùng súng bắn chết ông nhân viên trong công ty này. Một lát sau, cảnh sát có mặt tại hiện trường. Thám tử Cicero cho thám tử Cop biết trước đây hai anh em Driver từng bị một băng cướp xông vào nhà sát hại, anh trai Driver là Gary bị cắt cổ, còn Driver bị tên trùm bắn vào đầu. May mắn là Driver còn sống, nhưng anh phải ở tù vì trước đó anh và Gary có đi cướp ngân hàng, Driver luôn nuôi ý chí trả thù cho anh mình khi ở trong tù. Thám tử Cicero còn nói ông nhân viên văn phòng bị giết vừa rồi chính là mục tiêu đầu tiên trong danh sách của Driver.
Driver đã có trong tay thông tin của những mục tiêu kế tiếp vì anh có thuê người điều tra trong mười năm qua. Tay sát thủ tài giỏi Killer được một khách hàng bí ẩn thuê đi truy sát Driver, Killer hứa với cô vợ Lily rằng anh ta sẽ bỏ nghề khi xử lý xong Driver. Hôm sau, Driver đến căn hộ của mục tiêu thứ hai rồi giết ông này. Driver và Killer bắt đầu chạm trán nhau ở hành lang, diễn ra trận đấu súng, sau đó cả hai đều biến mất. Killer phải thừa nhận Driver cũng khôn ngoan và nhanh nhẹn không kém gì mình, anh ta quyết truy sát Driver cho bằng được. Driver đến bang Nevada, mục tiêu thứ ba đang làm bảo vệ hộp đêm tại nơi đây, chính gã này đã cắt cổ Gary mười năm trước. Driver rời đi sau khi dùng dao đâm mấy nhát vào người mục tiêu thứ ba, xe cứu thương nhanh chóng đưa gã này vào bệnh viện cấp cứu.
Trên đường đi, Driver nghe tin mục tiêu thứ ba đang được cứu chữa tại bệnh viện nên quay trở lại. Vào phòng cấp cứu, Driver rút súng bắn mục tiêu thứ ba cho gã chết thật sự. Thám tử Cop đang có mặt ở bệnh viện, Cop định bắt giữ Driver nhưng anh ta biến mất rất nhanh. Driver và Killer tiếp tục chạm trán nhau trên xa lộ, nhưng Driver chỉ bắn vào bánh xe của Killer chứ không giết Killer. Driver về nhà mẹ anh, nhờ bà cụ băng bó vết thương mà Killer gây ra. Sáng sớm, Driver tìm được mục tiêu thứ tư, ông này giờ đây đã trở thành người truyền giáo nhân hậu. Driver quyết định tha mạng cho mục tiêu thứ tư, bởi vì anh biết ông ta là người tốt, ông ta không đáng chết.
Driver gặp lại Killer lần nữa, cả hai chỉ nói chuyện mà không hề xả súng vào nhau. Bỗng dưng thám tử Cop xuất hiện, phim tiết lộ ông ta từng là trùm của băng cướp năm xưa, lúc đó chính tay ông ta đã bắn vào đầu Driver. Cop bắn vào đầu Driver lần nữa, Killer hiểu ra khách hàng bí ẩn thuê anh cũng chính là Cop. Nghĩ rằng Driver đã chết, Killer lấy xe chạy về nhà. Driver bất ngờ tỉnh lại rồi bắn chết Cop, nhờ có miếng xương kim loại trong đầu mà Driver vẫn còn sống sau phát đạn của Cop. Thám tử Cicero cùng lực lượng cảnh sát đến nơi, họ thấy xác chết của Cop, còn Driver thì đã biến mất. Trả xong mối thù cho người anh trai Gary, Driver lái xe qua bang khác để bắt đầu cuộc sống mới.

## Diễn viên
- Dwayne Johnson vai Driver / James Cullen
- Billy Bob Thornton vai Cop / Slade Humphries
- Oliver Jackson-Cohen vai Killer
- Maggie Grace vai Lily
- Carla Gugino vai Cicero
- Matt Gerald vai Gary Cullen
- Courtney Gains vai Prescott Ashton / Mục tiêu thứ nhất
- John Cirigliano vai Kenneth Tyson / Mục tiêu thứ hai
- Lester Speight vai Hovis Nixon / Mục tiêu thứ ba
- Adewale Akinnuoye-Agbaje vai Alexander Jarod / Mục tiêu thứ tư
- Moon Bloodgood vai Marina Humphries
- Tom Berenger vai Người cai ngục
- Mike Epps vai Roy Grone
- Xander Berkeley vai Trung sĩ Mallory
- Annie Corley vai Bà Cullen
- Jennifer Carpenter vai Nan Porterman
- Michael Irby vai Vaquero